# Epicratinus baraka
Espèce
Epicratinus baraka est une espèce d'araignées aranéomorphes de la famille des Zodariidae.

## Distribution
Cette espèce est endémique de Bahia au Brésil,. Elle se rencontre vers Porto Seguro.

## Description
Le mâle holotype mesure 3,2 mm et la femelle paratype 4,4 mm.

## Systématique et taxinomie
Cette espèce a été décrite par Gonçalves et Brescovit en 2024.

## Étymologie
Cette espèce est nommée en référence à Baraka, le personnage de Mortal Kombat. 

## Publication originale
- Gonçalves & Brescovit, 2024 : « Description of nine new species of the Neotropical spider genus Epicratinus Jocqué & Baert, 2005 (Araneae: Zodariidae). » Zootaxa, no 5428(4), p. 451-479.